# بثرست (نیوبرانزویک)
بثرست (به انگلیسی: Bathurst) یک شهر در کانادا است که در Gloucester County واقع شده‌است. بثرست ۶۹٫۸۵ کیلومتر مربع مساحت و ۱۲٬۲۷۵ نفر جمعیت دارد.